# Chrétien de Troyes

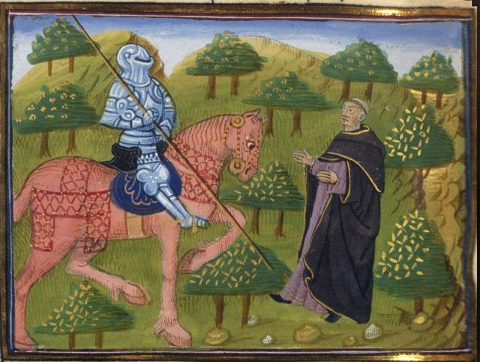
Sir Gauvain és a barát. 15. századi illusztráció Chrétien de Troyes egy művéhez

Chrétien de Troyes (cc1140 – cc1190) francia költő, a középkori regény (roman) műfajának egyik legjelentősebb alakja, a Grál-költészet egyik képviselője.

## Élete
Élettörténetéről igen keveset tudunk: 1160 és 1181 között Troyes-ban élt, valószínűleg Mária champagne-i grófnő szolgálatában (az ő megrendelésére készült A Kordé Lovagja); 1182-ben talán Elzászi Fülöphöz, Flandria grófjához szegődik (neki ajánlja A Grál Meséjét).
Két szerelmi dal mellett öt regényt tulajdonítanak neki.
Ő maga a Cligès elején felsorolja addigi műveit: az Érec és Énide-et (Erec et Enide), egy elveszett Ovidius-fordítást és egy szintén nem ismert „Márk királyról és a Szőke Izoldáról” szóló művet. Esetleg ő írta az Angliai Vilmos című regényt is (legalábbis ennek szerzője szintén Chrétiennek nevezi magát). Részben ő szerezte a Perceval le Gallois-t (az első kilencezer sort), mely Elzászi Fülöp megrendelésére készült, valamikor 1181 után.
A korai középkori regények egyik fő jellegzetessége volt, hogy szerzőik történeti műveket, históriákat jelöltek meg forrásukként. Chrétien nem bizonygatja forrásai hitelességét: vagy nem is említi, vagy jelentéktelennek mondja őket (Érec). Elbeszélései középpontjában a főszereplő sorsa áll, melynek háttere, az arthuri világ elveszti történeti jellegét, mitikussá válik.
Erec et Enide című műve szolgált később Hartmann von Aue Erec című regényének mintájául.

## Művei
- Tristan et Iseult
- Érec és Énide (1170 körül)
- Cligès (1176 körül)
- Yvain ou le Chevalier au lion (1177-1181); Az Oroszlános Lovag (Yvain)
- Lancelot ou le Chevalier de la charrette (1177-1181); A Kordé lovagja (Lancelot) Utolsó ezer sorát Chrétien útmutatásai alapján Godefroi de Lagny készítette.
- Perceval ou le Roman du Graal (1182-1190 között, befejezetlen); A Grál meséje (Perceval)

## Magyarul
- Az Oroszlános Lovag (Yvain); ford. Vajda András, előszó Szabics Imre; Eötvös, Bp., 1998 (Eötvös klasszikusok)
- Lancelot, a Kordé Lovagja; ford. Vaskó Péter, utószó, jegyz. Sashegyi Gábor; Palimpszeszt Kulturális Alapítvány, Bp., 1999; Prae Kiadó, Bp., 2020
- Erec és Enide; ford. Rajnavölgyi Géza; Eötvös, Bp., 2011 (Eötvös klasszikusok)
- Perceval, avagy A Szent Grál története; ford. Tótfalusi Ágnes; L'Harmattan–Könyvpont, Bp., 2022
- Perceval avagy a Grál meséje; ford. Vaskó Péter; Prae Kiadó, Bp., 2023